# Patiška Reka
Patiška Reka (albanska: Patishka Rekë, makedonska: Патишка Река) är en ort i Nordmakedonien. Den ligger i kommunen Sopište, i den centrala delen av landet, 24 kilometer söder om huvudstaden Skopje. Patiška Reka ligger 957 meter över havet och antalet invånare är 619.